# Snake, Rattle & Roll
Snake, Rattle & Roll is het tweede en laatste muziekalbum van de formatie Crawler. Na dit album vertrok John Bundrick naar The Who en was het afgelopen met Crawler. Het album werd te zien aan het catalogusnummer van Epic Records alleen in het buitenland uitgebracht. Het album is opgenomen in de Caribou Ranch in Colorado.

## Musici
- Terry Wilson-Slesser – zang;
- Geoff Whitehorn – gitaar, fiddle, zang;
- Terry Wilson – basgitaar, baspedalen, zang;
- John Bundrick – toetsen, accordeon, zang;
- Tony Braunagel – slagwerk.

## Composities
1. Sail on (Bundrick)
2. Disc heroes (Wilson, Braunagel)
3. How will you break my heart (Whitehorn, Wilson)
4. Muddy water (Bundrick)
5. First class operator (Bundrick)
6. Where is the money? (Dean Rutherford, Whitehorn)
7. Hold on (Bundrick)
8. Midnight blues (Wilson)
9. Liar (Bundrick)
10. One way street (Bundrick)
11. How will you break my heart (singleversie als bonus op cd)

## Uitgaven
- elpee: Epic Records; 1978; nr. 35482
- cd: Wounded Bird Records: 14 oktober 2008; nr. 5482
- single: Epic Records; 1978; nr. 8-50628